# خليج موتسو

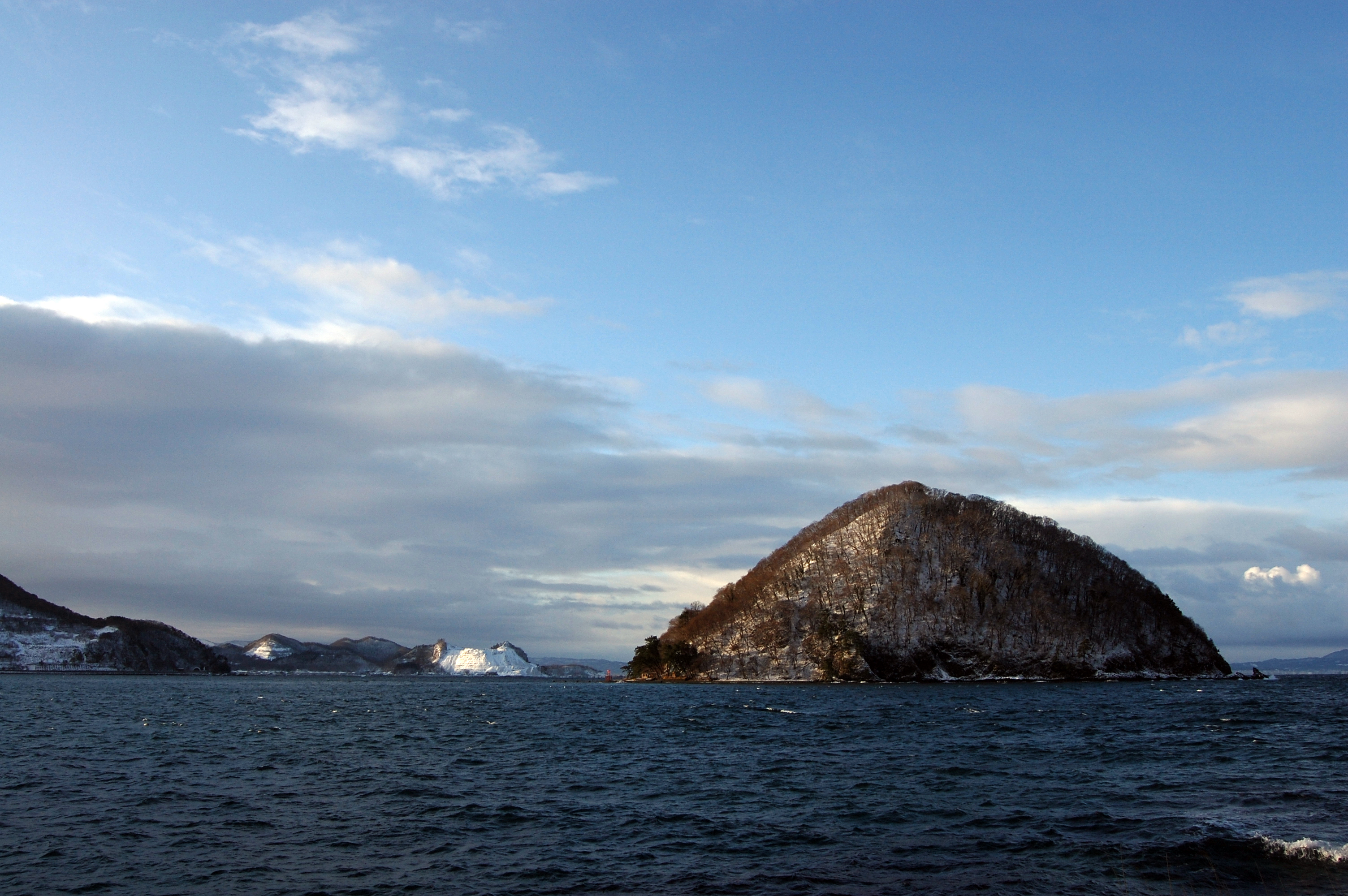
خليج متسو كما هو من أساماشي أونسين

خليج متسو (باليابانية: 陸奥湾) هو خليج يقع بداخل محافظة آوموري في منطقة توهوكو شمال اليابان. وهو يتضمن ثلاثة خلجان : خليج أموري، خليج نوهيجي، وخليج أومناتو. يغطي خليج متسو مساحة تقدر بـ1660 كيومتر مربع.

## معرض صور

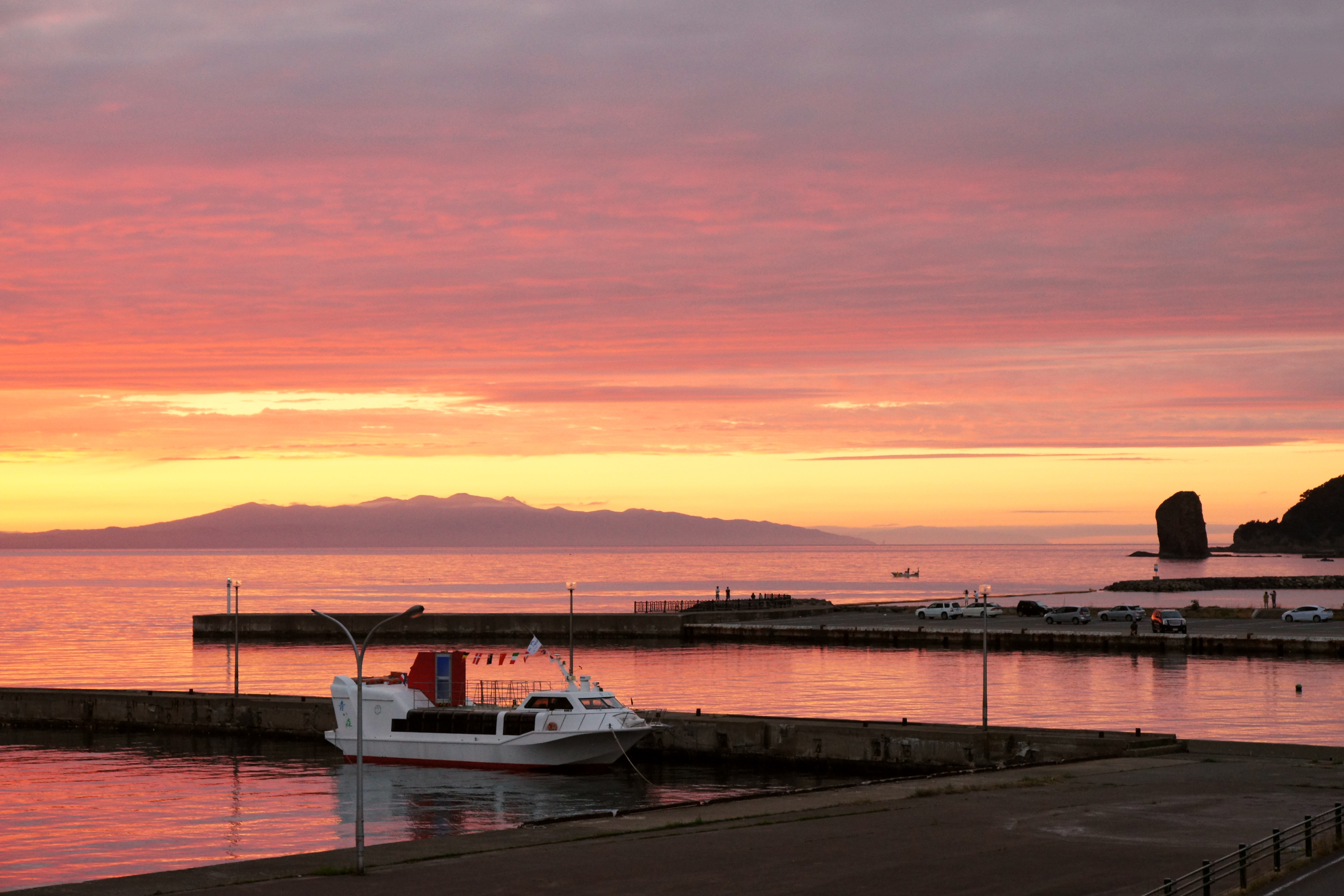
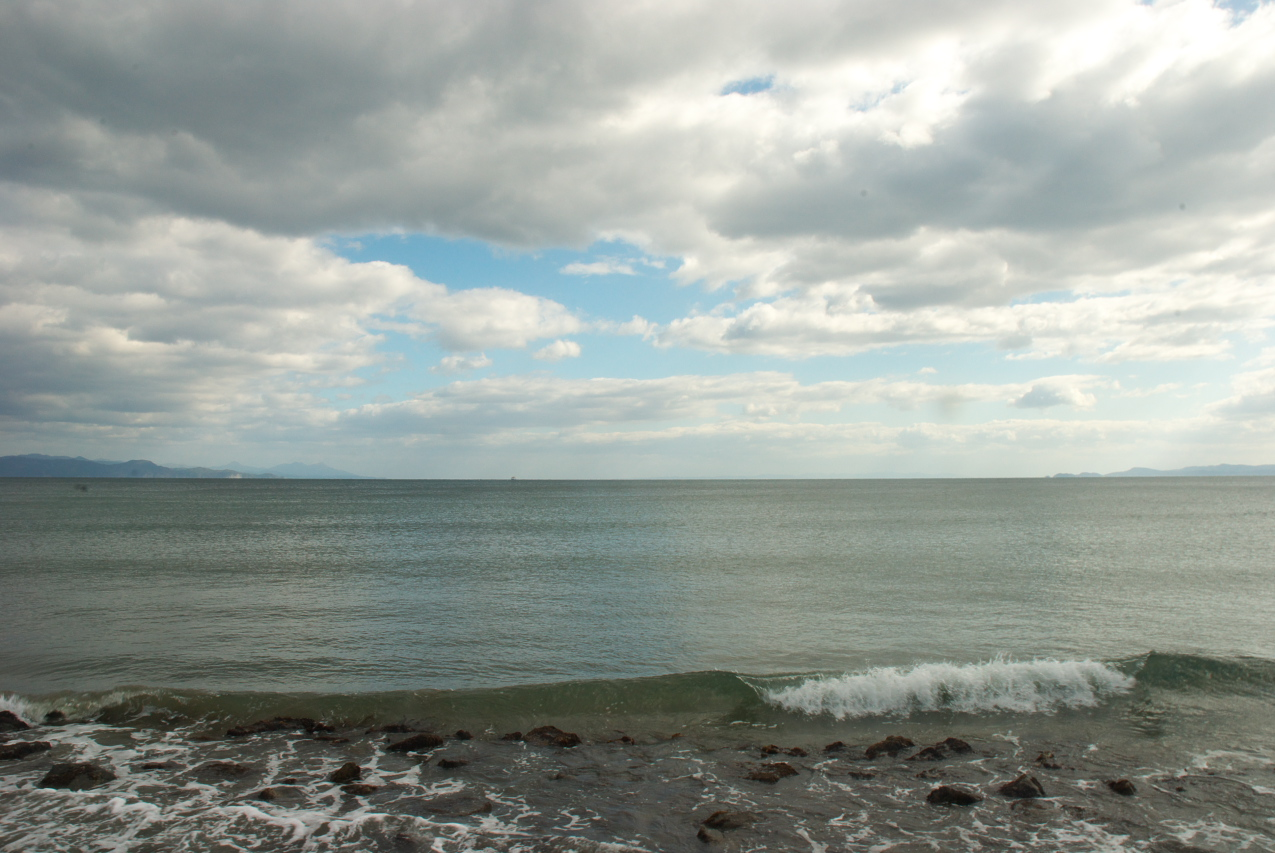
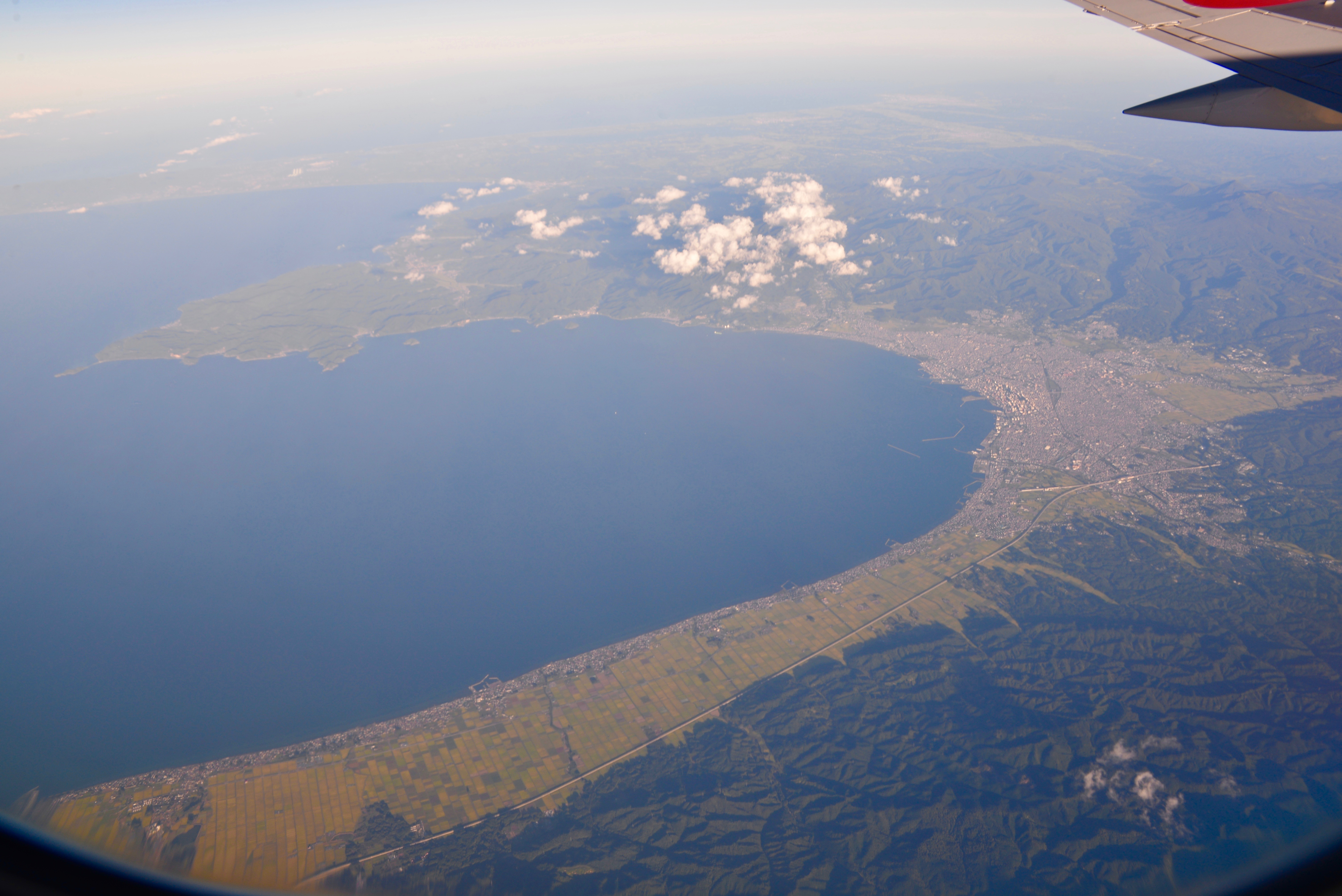